# Олеся Башаримова
Оле́ся Башари́мова (біл. Алеся Башарымава; 1987 , Могильов ) ― білоруська поетеса й перекладачка.

## Життєпис
Закінчила Могильовський обласний ліцей №1 з інформатично-математичним ухилом. 2004 року вступила до Економічного університету в Мінську; закінчила його 2009 року. Опісля впродовж двох років працювала у маркетинговій галузі. Захоплювалася творчістю письменниці Туве Янссон, що посприяло зацікавленню шведською мовою.

## Творчість
Башаримова є авторкою збірки віршів «Росомаха» (видавництво «Медісон», 2020). Твори були опубліковані в газеті «Ранок», колективних збірках конкурсів для молодих письменників, що їх провадить Білоруський ПЕН-центр: «Груповий портрет з Бабою Бронею» (біл. Групавы партрэт з бабай Броняй; 2007), «Свята правда та інші казки» (біл. Сьвятая праўда ды іншыя казкі; 2009), «Птахи легких звичаїв» (біл. Птушкі лёгкіх паводзінаў; 2011). Вірші були перекладені українською, грузинською та литовською мовами.

## Перекладацтво
Перекладає переважно зі шведської. Переклади народних та авторських казок, короткої прози та віршів були опубліковані в інтернет-часописі перекладної літератури «ПрайдзіСвет», додатку «Літературна Білорусь» до газети «Новий час», журналі «Дієслов» (біл. Дзеяслоў), збірці містичних оповідань «Моторошна кімната» (біл. Вусьцішны пакой), збірці святкових історій «Різдвяний подарунок» (біл. Падарунак на Каляды), збірці віршів Томаса Транстремера «Просто неба» (біл. Пад вольным небам), збірці вибраних віршів Едіт Содерґран.
Переклала білоруською мовою книги Туве Янссон про мумі-тролів «Комета над долиною мумі-тролів» (з Настою Лабадою), «Капелюх чарівника», «Небезпечне літо», «Спогади про мумі-тати» (видавець Дмитро Колас); книги Астрід Ліндґрен «Малий і Карлсон, що живе на даху», «Карлсон прилітає знову» і «Нові пригоди Карлсона, що живе на даху» (видавництво «Папура»); низку книжок-картинок: «Найкраща співачка на світі» (Ульф Нільссон та Єва Еріксон) ― видавництво «Кнігазбор», 2014, «Сніговик» (Єва Суза та Бенджамін Шоу) ― видавництво «Кнігазбор», 2013, «Звірі, яких ніхто не бачив, крім нас» (Ульф Старк та Лінда Бундест) видавництва Koska, 2019; збірка поезій Вернера Аспенстрема «Літанія» (видавництво «Медісон», 2019).
Башаримова переклала на білоруську мову твори таких авторів, як Дан Андерсон, Карін Боє, Яльмар Содерберґ, Стіґ Даґерман, Беатрікс Поттер, Едіт Несбітт, Ганс Крістіан Андерсен, Сельма Лаґерлеф та Порфирій Горотак.

## Заслуги
- Лавреатка премії часопису «ПрайдзіСвет» за найкращий переклад;[2]
- 1-е місце у першому конкурсі «Екслібрис» за найкращий переклад (2012);[3]
- Шорт-лист премії «Дебют» (2012);[4]
- Шорт-лист премії Карлоса Шермана за найкращий переклад (2020).[5]